# El Sereno
El Sereno (spanisch) ist ein im Osten der Stadt liegender Stadtteil der kalifornischen Millionenstadt Los Angeles.

## Geographie
Das im östlichen Los Angeles liegende El Sereno grenzt an die Stadtteile Boyle Heights, Lincoln Heights und Montecito Heights. Es grenzt an die außerhalb der Stadtgrenzen liegenden Gebiete von Alhambra, East Los Angeles, Monterey Park und South Pasadena. Das Viertel liegt etwa 10 Meilen nordöstlich von Downtown Los Angeles
El Sereno wird vom Arroyo Rosa de Castilla durchflossen. Das Gewässer im Osten von El Sereno ist heute weitgehend unterirdisch geführt und fließt nur über eine kurze Strecke oberirdisch.

## Bevölkerung
Bis in die 1960er war El Sereno überwiegend von Italoamerikanern bewohnt. Ab dem Beginn dieses Jahrzehnts wanderten Latinos zu und ließen sich hier nieder. Sie bilden etwa seit 1967 die Mehrheit der Bewohner. Laut der 2000 durchgeführten Volkszählung lebten 40.954 Personen in El Sereno. 81 % waren Latinos. 42,5 % der Bewohner waren außerhalb der USA geboren. 2008 hatte der Stadtteil laut Schätzungen der Stadt Los Angeles 43.766 Bewohner.

## Geschichte
Die ersten Bewohner des heutigen El Sereno waren Mitglieder der indigenen Bevölkerungsgruppe  Tongva. In dem Viertel befand sich die Tongva-Siedlung
Ostungna. Das Gebiet gehörte in der spanischen Kolonialzeit zur 1771 eingerichteten Mission San Gabriel. 1776 wurde im heutigen El Sereno am hier entlang fließendem Gewässer Arroyo Rosa de Castilla ein Lehmgebäude zur Bewirtschaftung errichtet. 1810 wurde zusätzlich eine Zollstation errichtet.

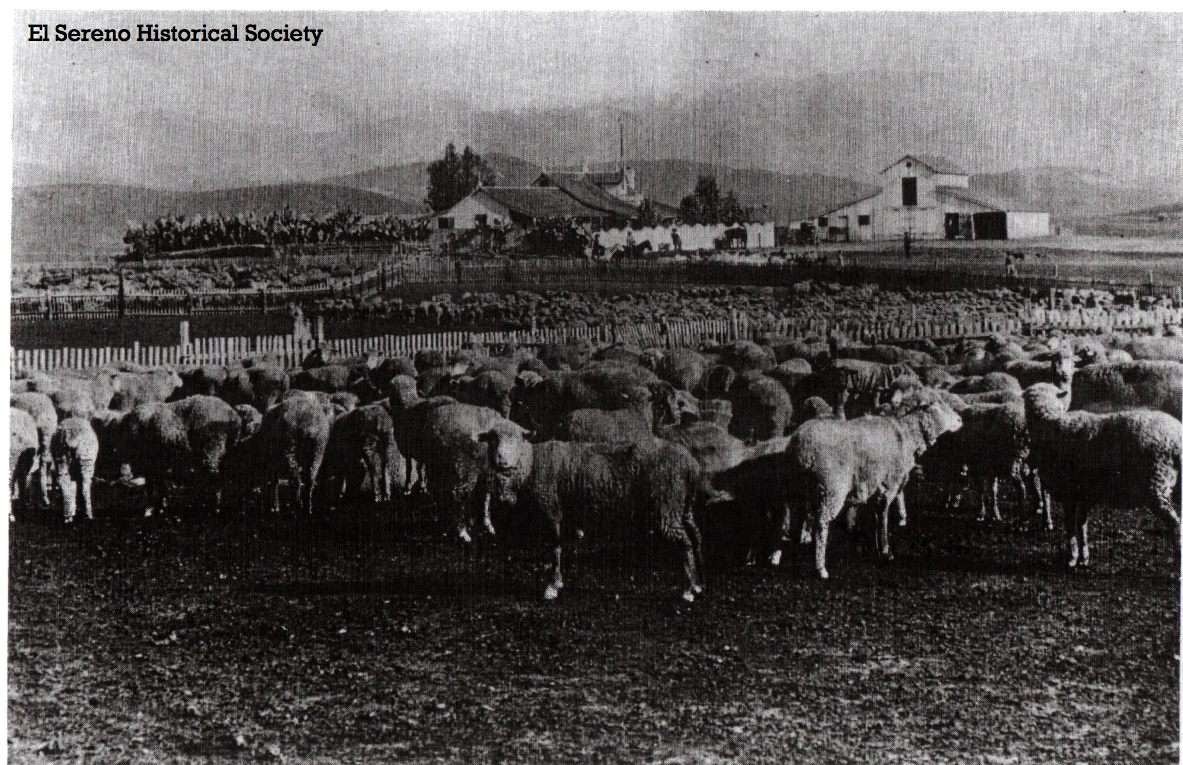
Rancho Rosa de Castilla um 1880

Das Gebiet von El Sereno wurde 1831 als Rancho Rosa de Castilla an Juan Balesteros übereignet. George W. Baird erwarb das Land von den Kindern des letzten Eigentümers. Er benanntes es nach ihm selbst Bairdstown, teilte es in Einzelgrundstücke auf und verkaufte diese Grundstücke 1900. 1915 wurde Bairdstown nach Los Angeles eingemeindet. 1917 wurde Bairdstown in El Sereno umbenannt.